# Le Havre AC
Le Havre AC is een Franse voetbalclub uit Le Havre. De club werd gesticht in 1872 en is de oudste club uit Frankrijk. De club speelde in de eerste klasse van 1938-1943, 1944-1947, 1950-1954, 1959-1962, 1985-1988, 1991-2000, 2002/03, 2008/09 en vanaf 2023.

## Geschiedenis

### USFSA-jaren
De club werd in 1872 opgericht als Le Havre AC en nam in 1890 de huidige naam aan. De club schreef zich in voor de allereerste editie van de Coupe Manier in 1897. Omdat er voornamelijk Britten in het team speelden en het reglement van de Coupe Manier was dat er niet meer dan drie buitenlandse spelers meespeelden, werden deze vervangen door Fransmannen. De club bereikte de finale en verloor deze van Club Français met 5-3.
De club sloot zich aan bij USFSA, de toenmalige voetbalbond. In 1899 nam de club deel aan het kampioenschap. Omdat er nog geen regionaal kampioenschap was in Normandië, ging de club rechtstreeks naar de halve finale, waar het tegen Iris Club Lillois werd geloot. Le Havre schakelde Iris Club uit en stootte door naar de finale tegen Club Français. Deze club wilde niet tegen Le Havre spelen, omdat ze geen regionaal kampioen geworden waren. Hierdoor werd Le Havre uitgeroepen tot kampioen.
Het volgende seizoen kwam er wel een kampioenschap in Normandië en Le Havre won dit waardoor het zich opnieuw plaatste voor de eindronde. In de halve finale werd US Tourcoing verslagen met 4-0. In de finale was opnieuw Club Français de tegenstander en Le Havre won met 1-0 dankzij een goal van de Engelsman Richards.
Ook in 1901 bereikte de club de eindronde en vernederde de Noord-Franse kampioen Iris Club met 6-1 en kwam dan tegenover Standard AC te staan uit de hoofdstad. In Parijs werd het 1-1 na verlengingen en Le Havre stond zo dicht bij een derde opeenvolgende titel, maar op het eigen veld werd de club met 1-6 verslagen door de Parijzenaars.
In 1902 werd de club in de halve finale verslagen door Racing Club de France met 5-1. Het volgende seizoen trok de club zich terug in de halve finale. In 1904 kon de club zich voor het eerst niet plaatsen voor de eindronde, maar maakte dat het jaar erna weer goed. Tot 1909 kon de club zich elk jaar plaatsen, maar werd telkens snel uitgeschakeld, RC Roubaix en Stade Rennais gaven de club zelfs een flink pak slaag met scores als 7-1 en 5-1. Hierna nam FC Rouen de rol van Le Havre over en werd tot 1914 elk jaar kampioen.
In 1919, het laatste kampioenschap van de USFSA plaatste de club zich nog voor de eindronde en bereikte zowaar de finale. Tegenstander van dienst was Olympique de Marseille dat met 4-1 in het zand moest bijten.

### Regionale competitie
Van 1919 tot 1932 was er een regionale competitie in Frankrijk. Le Havre werd vier keer kampioen van Normandië. Andere grote clubs uit deze tijd waren FC Rouen en Stade Malherbe Caen.

### Profclub
In 1932 werd de huidige Franse competitie opgezet. Vanaf 1933 speelde Le Havre in de Division 2 (tweede klasse). Na drie middenmootplaatsen werd de club vierde in 1937 en een jaar later werd de club met drie punten voorsprong op Saint-Étienne kampioen en promoveerde zo voor de eerste keer naar de hoogste klasse. In het eerste seizoen werd de club elfde. Daarna brak de oorlog uit en werd het land verdeeld in regionale competitie. In 1939/40 werd de club vicekampioen achter Rouen. De volgende seizoenen kon de club geen potten breken. In 1943/44 namen er geen clubs deel aan het kampioenschap en waren er enkel clubs die een hele regio vertegenwoordigden, maar het volgende seizoen was de club opnieuw van de partij en werd laatste.
In het eerste naoorlogse seizoen kon de degradatie net vermeden worden, maar het volgende seizoen degradeerde de club, samen met rivaal Rouen. Na drie seizoenen tweede klasse keerde de club terug naar de elite en deed dat met verve. De titel ging naar OGC Nice, dat evenveel punten telde als Lille OSC en Le Havre werd derde met slechts één punt achterstand op de kampioen. Ook Stade de Reims en Nîmes Olympique telden evenveel punten als Le Havre. Na een zevende en een veertiende plaats degradeerde de club opnieuw in 1953/54. In de tweede klasse speelde de club enkele jaren in de middenmoot en werd in 1959 kampioen. In de Division 1 werd de zevende plaats behaald, maar twee seizoenen later werd de club opnieuw naar de tweede klasse verwezen. Na twee seizoenen werd de club zevende en werd nu een amateurclub waardoor het degradeerde.

### Donkere jaren
In 1970 promoveerde de club terug, maar werd laatste. Het duurde tot 1979 vooraleer de club opnieuw kon promoveren naar de tweede klasse. Na enkele jaren middenmoot en subtop werd de club in 1985 kampioen en keerde zo na 23 jaar terug naar de hoogste klasse.

### Recente geschiedenis
Na drie jaar vechten tegen degradatie degradeerde de club in 1987/88. Na twee top vijf plaatsen werd AC kampioen in 1991 en keerde nu voor een langere periode terug naar de elite. Na een knappe zevende plaats in het eerste seizoen viel de club al snel terug naar de middenmoot. In 1997/98 werd de club nog tiende, maar een jaar later eindigde de club samen met FC Lorient op een degradatieplaats en werd enkel gered door een beter doelsaldo. Het was slechts uitstel van executie en het volgende seizoen degradeerde de club naar de tweede klasse. Twee jaar later promoveerde de club terug omdat de Division 1 vervangen werd door de Ligue 1 en deze gespeeld werd met twintig clubs in plaats van achttien. Le Havre werd echter meteen terug naar het vagevuur verwezen. In 2005 vocht de club zelfs tegen een degradatie naar de derde klasse. De volgende seizoenen herstelde de club zich weer met een zevende en zesde plaats. In 2008 werd zelfs opnieuw de titel gewonnen, met acht punten voorsprong op FC Nantes. De terugkeer verliep echter niet vlot en na meer dan de helft van het seizoen leek een nieuwe degradatie onafwendbaar. Le Havre eindigde laatste. In het seizoen 2022/23 werd Le Havre kampioen van Ligue 2 en promoveerden ze naar Ligue 1.

## Erelijst
Nationaal
- Championnat de USFSA

1899, 1900, 1919
- Division Honneur Normandie

1920, 1921, 1923, 1926
- Division 2/Ligue 2

1938, 1959, 1985, 1991, 2008, 2023
- Coupe de France

1959
- Challenge de Champions

1959
- Coupe National

1918, 1919
Internationaal
- Challenge international du Nord

1900

## Eindklasseringen
- 1946 16e
Division Nationale
- 1947 19e
Division Nationale
- 1948 3e
Division Interrégionale
- 1949 4e
Division Interrégionale
- 1950 2e
Division Interrégionale
- 1951 3e
Division Nationale
- 1952 7e
Division Nationale
- 1953 14e
Division Nationale
- 1954 17e
Division Nationale
- 1955 4e
Division Interrégionale
- 1956 12e
Division Interrégionale
- 1957 8e
Division Interrégionale
- 1958 7e
Division Interrégionale
- 1959 1e
Division Interrégionale
- 1960 7e
Division Nationale
- 1961 11e
Division Nationale
- 1962 19e
Division Nationale
- 1963 4e
Division Interrégionale
- 1964 7e
Division Interrégionale
- 1965 9e
Niveau 3
- 1966 11e
Niveau 3
- 1967 4e
Niveau 3
- 1968 6e
Niveau 3
- 1969 5e
Niveau 3
- 1970 3e
Niveau 3
- 1971 16e
Division Interrégionale
- 1972 11e
Division 3
- 1973 11e
Division 3
- 1974 9e
Division 3
- 1975 14e
Division 3
- 1976 11e
Division 3
- 1977 6e
Division 3
- 1978 6e
Division 3
- 1979 1e
Division 3
- 1980 7e
Division 2
- 1981 8e
Division 2
- 1982 4e
Division 2
- 1983 5e
Division 2
- 1984 3e
Division 2
- 1985 1e
Division 2
- 1986 17e
Division 1
- 1987 17e
Division 1
- 1988 20e
Division 1
- 1989 3e
Division 2
- 1990 5e
Division 2
- 1991 1e
Division 2
- 1992 7e
Division 1
- 1993 15e
Division 1
- 1994 17e
Division 1
- 1995 12e
Division 1
- 1996 13e
Division 1
- 1997 14e
Division 1
- 1998 10e
Division 1
- 1999 15e
Division 1
- 2000 17e
Division 1
- 2001 7e
Division 2
- 2002 4e
Division 2
- 2003 18e
Ligue 1
- 2004 7e
Ligue 2
- 2005 17e
Ligue 2
- 2006 7e
Ligue 2
- 2007 6e
Ligue 2
- 2008 1e
Ligue 2
- 2009 20e
Ligue 1
- 2010 7e
Ligue 2
- 2011 9e
Ligue 2
- 2012 15e
Ligue 2
- 2013 6e
Ligue 2
- 2014 12e
Ligue 2
- 2015 7e
Ligue 2
- 2016 4e
Ligue 2
- 2017 8e
Ligue 2
- 2018 4e
Ligue 2
- 2019 7e
Ligue 2
- 2020 6e
Ligue 2
- 2021 12e
Ligue 2
- 2022 8e
Ligue 2
- 2023 1e
Ligue 2
- 2024 15e
Ligue 1
- 2025 15e
Ligue 1

- Niveau 1
- Niveau 2
- Niveau 3

| Seizoen   | №  | Clubs | Divisie    | WG | W  | G  | V  | Saldo | Punten | Tsch   |
| --------- | -- | ----- | ---------- | -- | -- | -- | -- | ----- | ------ | ------ |
| 1998–1999 | 15 | 18    | Division 1 | 34 | 8  | 11 | 15 | 23–38 | 35     | 11.804 |
| 1999–2000 | 17 | 18    | Division 1 | 34 | 9  | 7  | 18 | 30–52 | 34     | 12.323 |
| 2004–2005 | 17 | 20    | Ligue 2    | 38 | 11 | 9  | 18 | 28–42 | 42     |        |
| 2005–2006 | 7  | 20    | Ligue 2    | 38 | 13 | 16 | 9  | 48–41 | 55     | 8.790  |
| 2006–2007 | 6  | 20    | Ligue 2    | 38 | 15 | 11 | 12 | 52–38 | 56     | 10.194 |
| 2007–2008 | 1  | 20    | Ligue 2    | 38 | 22 | 12 | 4  | 66–30 | 78     | 11.632 |
| 2008–2009 | 20 | 20    | Ligue 1    | 38 | 7  | 5  | 26 | 30–67 | 26     | 13.568 |
| 2009–2010 | 7  | 20    | Ligue 2    | 38 | 14 | 10 | 14 | 45–50 | 52     | 8.244  |
| 2010–2011 | 9  | 20    | Ligue 2    | 38 | 12 | 13 | 13 | 43–38 | 49     | 7.296  |
| 2011–2012 | 15 | 20    | Ligue 2    | 38 | 11 | 14 | 13 | 38–34 | 47     | 8.042  |
| 2012–2013 | 6  | 20    | Ligue 2    | 38 | 16 | 11 | 11 | 52–47 | 59     | 8.518  |
| 2013–2014 | 12 | 20    | Ligue 2    | 38 | 11 | 15 | 12 | 43–43 | 48     | 7.519  |
| 2014–2015 | 7  | 20    | Ligue 2    | 38 | 14 | 13 | 11 | 47–37 | 55     | 7.271  |
| 2015–2016 | 4  | 20    | Ligue 2    | 38 | 19 | 8  | 11 | 52–37 | 65     | 7.620  |
| 2016–2017 | 8  | 20    | Ligue 2    | 38 | 14 | 12 | 12 | 39–31 | 54     | 7.791  |
| 2017–2018 | 4  | 20    | Ligue 2    | 38 | 19 | 9  | 10 | 53-34 | 66     | 7.391  |
| 2018–2019 | 7  | 20    | Ligue 2    | 38 | 13 | 15 | 10 | 45-40 | 54     | 6.668  |
| 2019–2020 | 6  | 20    | Ligue 2    | 38 | 11 | 11 | 6  | 38-25 | 44     | 7.458  |
| 2020–2021 | 12 | 20    | Ligue 2    | 38 | 11 | 14 | 13 | 38-48 | 47     | 9.503  |
| 2021–2022 | 8  | 20    | Ligue 2    | 38 | 13 | 11 | 14 | 38-41 | 50     | 5.954  |
| 2022–2023 | 1  | 20    | Ligue 2    | 38 | 20 | 15 | 13 | 46-19 | 75     | 12.504 |
| 2023–2024 | 15 | 18    | Ligue 1    | 34 | 7  | 11 | 16 | 34-45 | 32     | 21.879 |
| 2024–2025 | 15 | 18    | Ligue 1    | 34 | 10 | 4  | 20 | 40-71 | 34     |        |

## Bekende (ex-)spelers
- Andre Ayew
- Ibrahim Ba
- Jean-Alain Boumsong
- Fadel Brahami
- Pascal Chimbonda
- Adnan Čustović
- Gueïda Fofana
- Lassana Diarra
- Alou Diarra
- Souleymane Diawara

- Vikash Dhorasoo
- Gija Goeroeli
- Jean-Armel Kana-Biyik
- Modeste M'bami
- Riyad Mahrez
- Steve Mandanda
- Ryan Mendes
- Benjamin Mendy
- Paul Pogba

- Michel Hidalgo
- Džoni Novak
- Milinko Pantić
- Graham Rix
- Sébastien Schemmel
- Anthony Le Tallec
- Mike Vanhamel
- Alexander Vencel